# Mananjary
Mananjary est une commune urbaine malgache, chef-lieu du district de Mananjary, située dans la partie centre de la région de Vatovavy.

## Géographie
Mananjary se situe sur la côte Est, à l'embouchure du fleuve Mananjary au niveau du canal des Pangalanes, lequel divise la ville en deux parties.
La ville se trouve sur la RN 25 et est reliée par celle-ci et par d’autres routes (en partie non pavées) à Antananarivo (177 km), Fianarantsoa (137 km), Manakara (154 km) et Nosy Varika (108 km).
Le centre est situé sur un large boulevard au bord de la mer, qui abrite, outre un certain nombre de bâtiments coloniaux, de nombreux magasins chinois et indo-pakistanais. Le centre a été conçu par les Français selon un quadrillage. Les boulevards du centre ancien sont flanquées de luxuriants Benjoins. Dans la ville, il y a également un marché hebdomadaire (à côté du port), une église catholique et une église protestante, une mosquée, quelques banques et un bureau de poste.

## Histoire
L'ancien nom de l'endroit est Masindrano (« eau bénite »), un nom qui est resté celui d'un des quartiers de la ville.
Au XVIIIe siècle, la région située au nord de la ville fut conquise par le clan Betsimisaraka dirigé par Ratsimilaho, descendant d'un pirate anglais, probablement Thomas Tew ou Thomas White .
Au début des années 1820, la ville fut conquise par Jean René (fils d'un esclave Antanosy et d'un créole français originaire de Maurice, qui avait précédemment conquis Toamasina), et Nicolas Lambros (détenteur d'une plantation grecque. Lambros s'appelait Rainisoamiaramanana ou simplement Rainisoa (« père de la Soamiaramanana ») ou Ramahery (« puissant gentleman ») par les locaux et reçut des terres près du roi Imerina Radama Ier pour la participation du fleuve Mananjary, où il créa une plantation de canne à sucre et construisit des usines à sucre et une distillerie de rhum. Pour transporter la canne à sucre introduisit aussi le chariot à Madagascar. En 1840, il reçut également un contrat pour la création d'une plantation de café et d'un atelier de transformation du café. En 1825 ou 1826, il fut suivi par l'homme d'affaires français Napoléon de Lastelle, qui a également construit un certain nombre d’usines de sucre et de rhum à Mananjary (entre autres). En 1836, il réussit à intéresser les commerçants américains et, en 1841, il reprit les plantations et les usines de Lambros. Il a également cultivé le mûrier blanc à Mananjary pour la production de soie.
Au cours de la période coloniale française, le port a été élargi pour l'exportation de café, de vanille, de cacao, de riz, d'olives et d'épices (comme le poivre, le clou de girofle et la cannelle) en provenance de l'arrière-pays. L’exportation de café a notamment permis à Mananjary de devenir le deuxième port d’exportation de Madagascar au début du XXe siècle. À cette époque, la plupart des routes menant au site étaient aménagées. La croissance la plus importante a eu lieu après la Première Guerre mondiale : 250 tonnes de café ont été produites en 1918 et en 1922, 1 413 tonnes. En 1933, 11 300 personnes vivaient déjà dans la ville, qui était alors l'une des dix plus grandes de Madagascar. En 1937, Mananjary forma le centre colonial de la côte est de Madagascar. À cette époque, plus de 60 000 hectares de terres étaient utilisés (30 000 effectivement).
L'insurrection malgache de 1947 a fait des ravages dans cette partie de l'île et a marqué le début de la décolonisation française. En 1959, seuls 30 000 hectares étaient encore utilisés (10 000 effectifs). Mananjary a été dépassé par d’autres ports à cette époque. Le coup fatal a été porté en 1976 lorsque le président socialiste malgache Didier Ratsiraka a décidé de nationaliser les 22 000 hectares restants de terres de plantation appartenant à des propriétaires de plantations français qui provoqua l'effondrement complet de l'économie.
La ville est lourdement touchée par le cyclone Batsirai en février 2022.

## Économie
Au nord de la ville se trouve l'aéroport de Mananjary qui est peu utilisé. La ville dispose d'un petit port sur un bras latéral du canal qui se jette dans l'océan Indien.
L'économie locale repose sur la production de vanille, de litchis, de café, de girofle et de poivre.

## Éducation

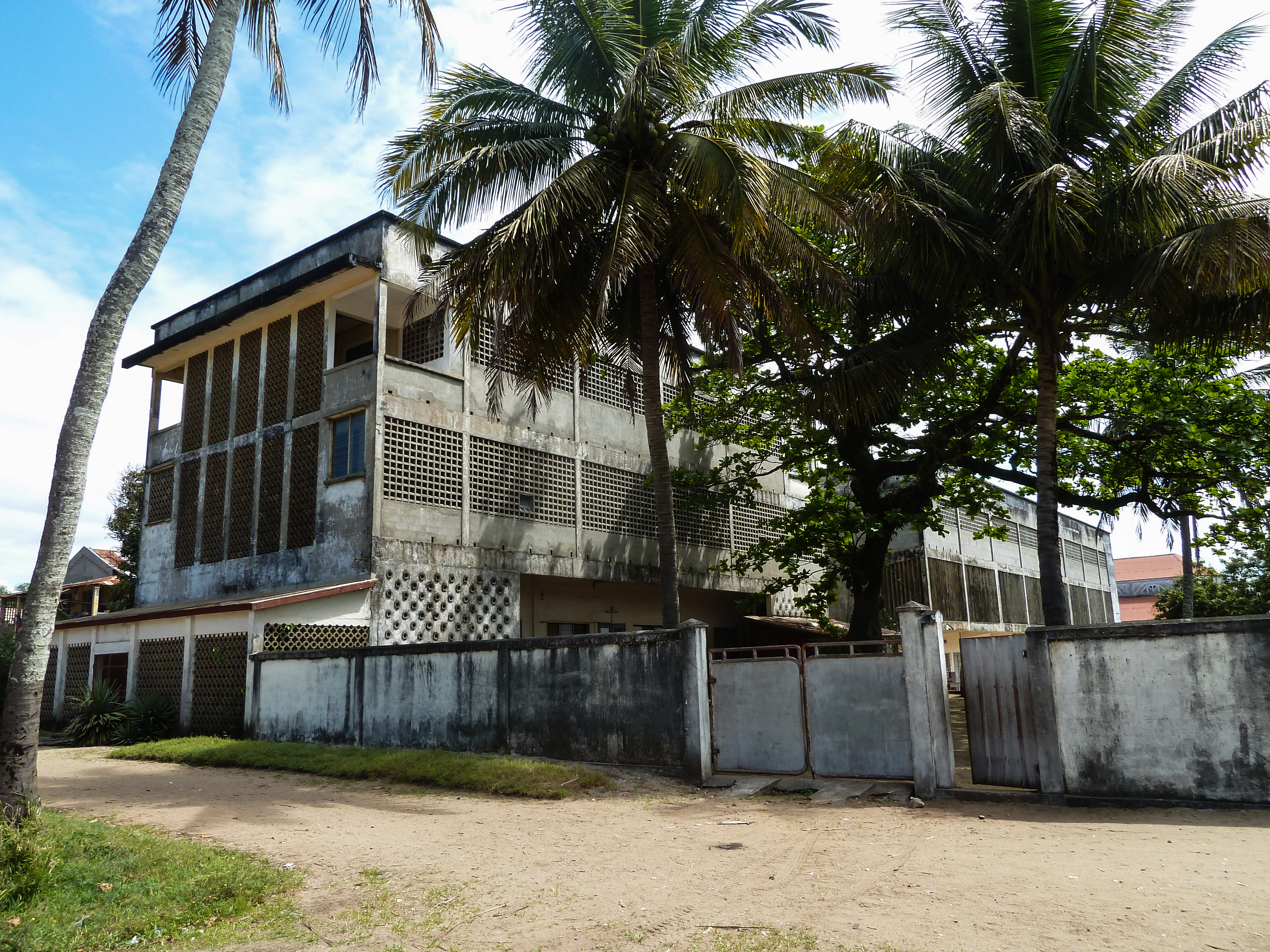
Bâtiment du collège des Sœurs de Saint-Joseph-de-Cluny.

La commune accueille deux écoles primaires françaises privées : « Jolie coccinelle » et « Arc-en-ciel ». Ces écoles reçoivent des élèves français et malgaches. L'écolage (frais de scolarité) de ces écoles est de 7 à 20 euros par mois selon les classes.
L'enseignement secondaire est assuré par le collège Saint-Joseph-de-Cluny, le collège Immaculée conception, le collège Victoire-Rasoamanarivo ainsi que par le collège « FJKM » (Fiangonan'i Jesoa Kristy eto Madagasikara).

## Santé
Mananjary dispose d'un hôpital public qui a été détruit par le cyclone Batsirai en février 2022. La clinique Sainte-Anne, située à quelques kilomètres des côtes et construite par le père Jean-Yves Lhomme accueille les malades de la région. 

## Religion

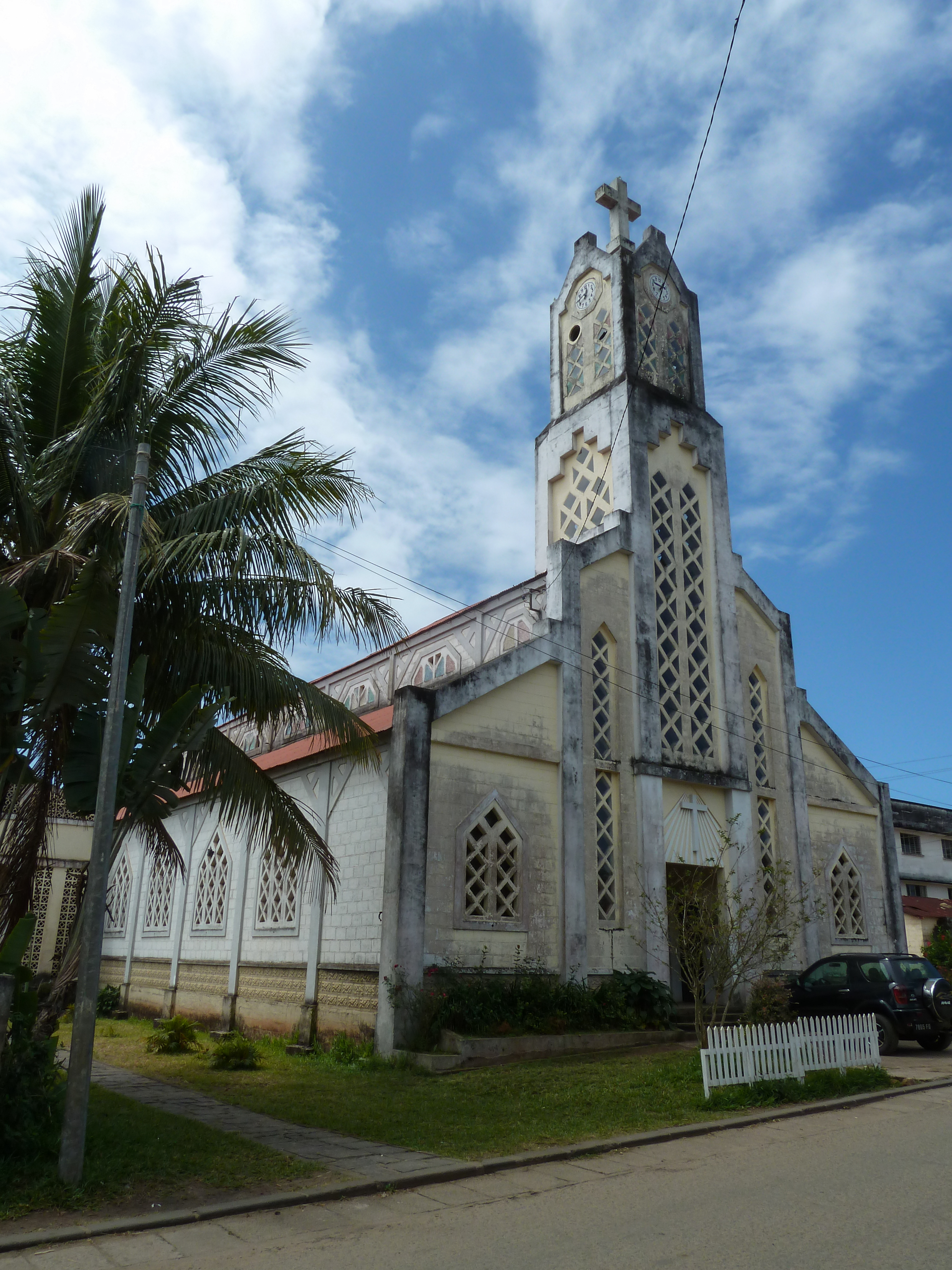
Église catholique Saint-Augustin

Mananjary est le siège d'un évêché catholique créé le 9 avril 1968. Il est actuellement occupé par Mgr. José Alfredo Caires de Nobrega (en) depuis 2000. 
La tribu Antambahoaka (le plus petit groupe ethnique de Madagascar) organise tous les sept ans dans le village un rituel de circoncision de masse, appelé « Sambatra ». La prochaine aura lieu en octobre 2028. Cette manifestation dure quatre semaines et assure un afflux massif de personnes dans la ville.

## Culture et patrimoine

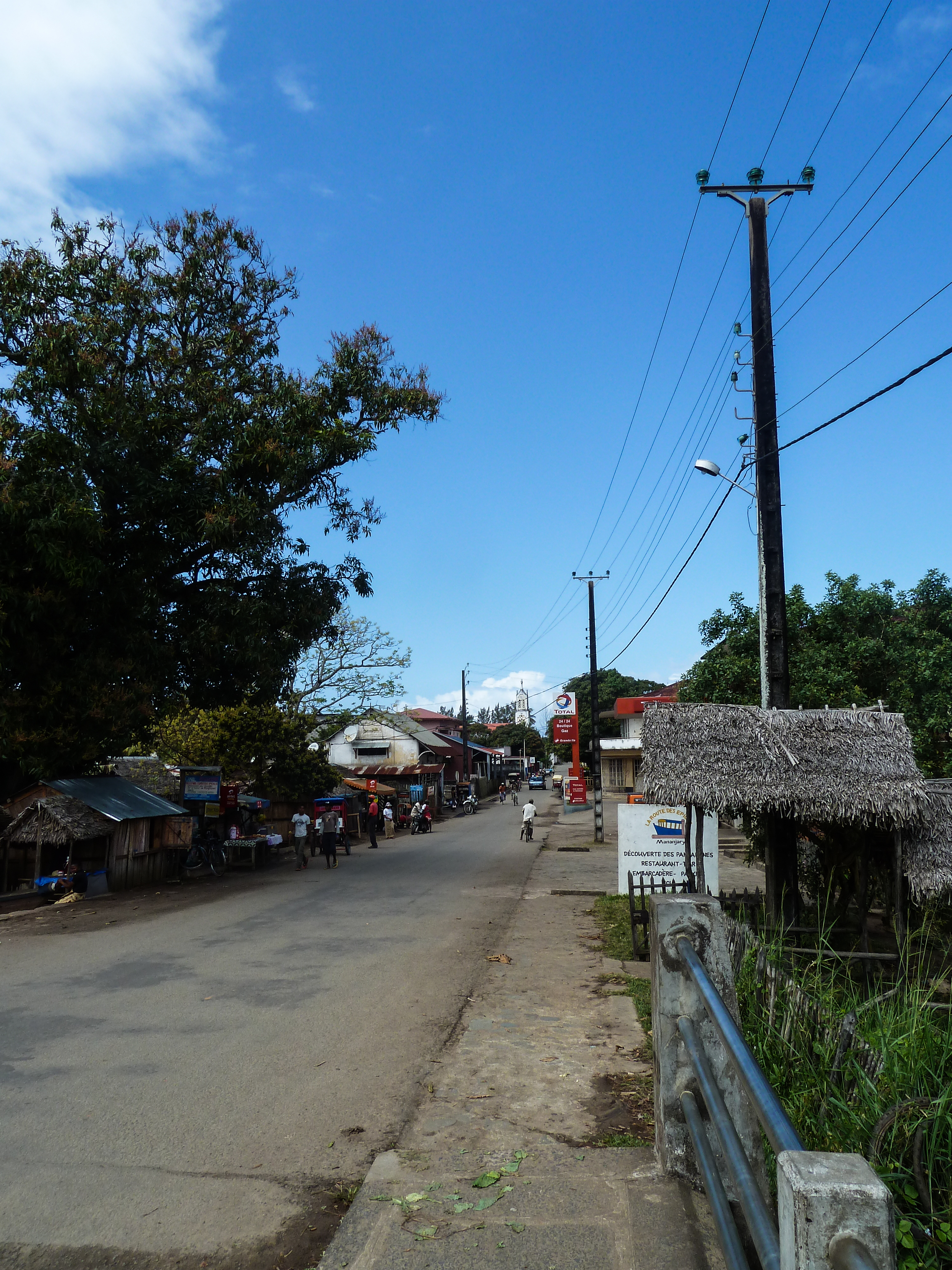
La rue principale (RN 25)
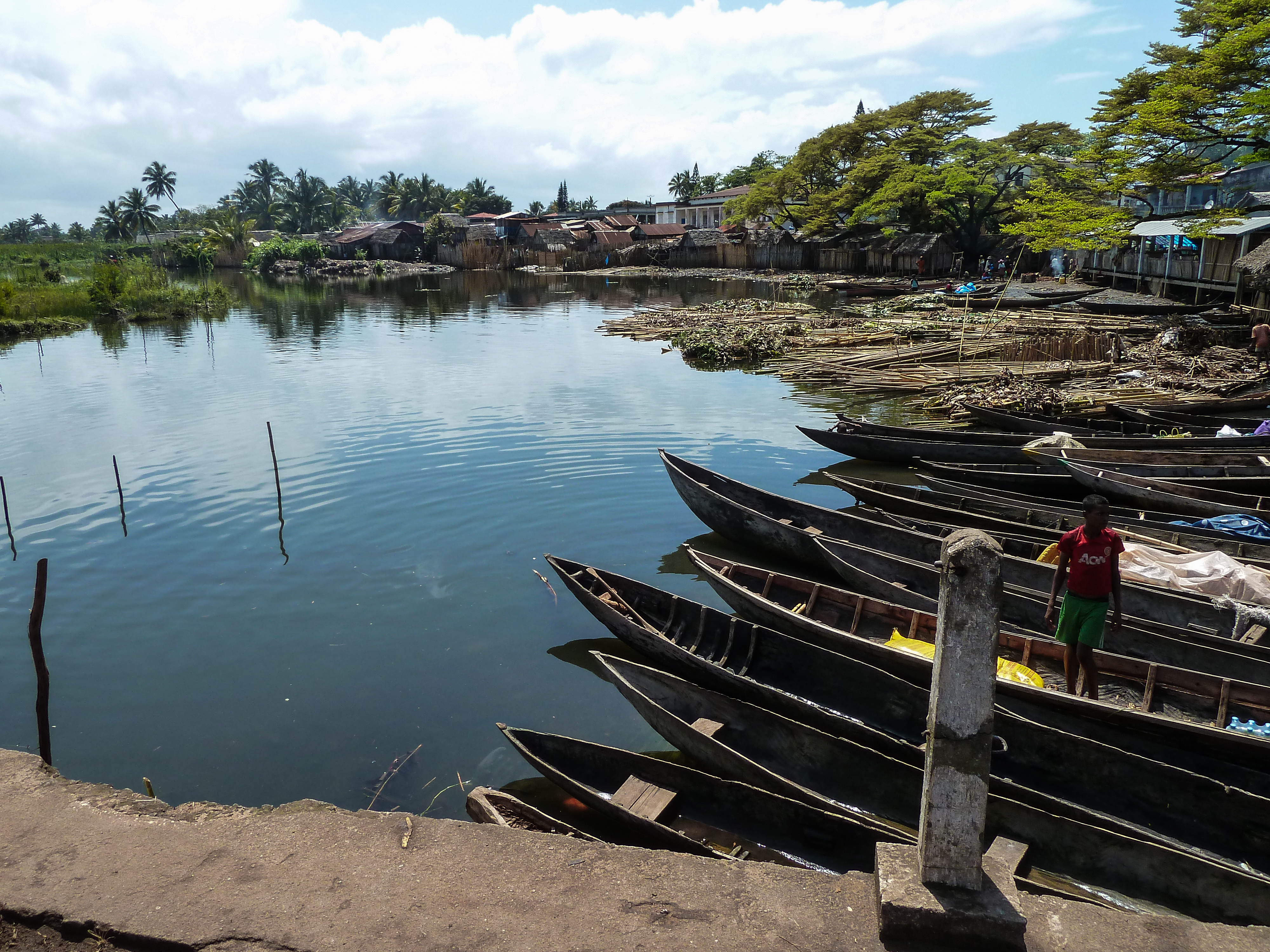
Le port
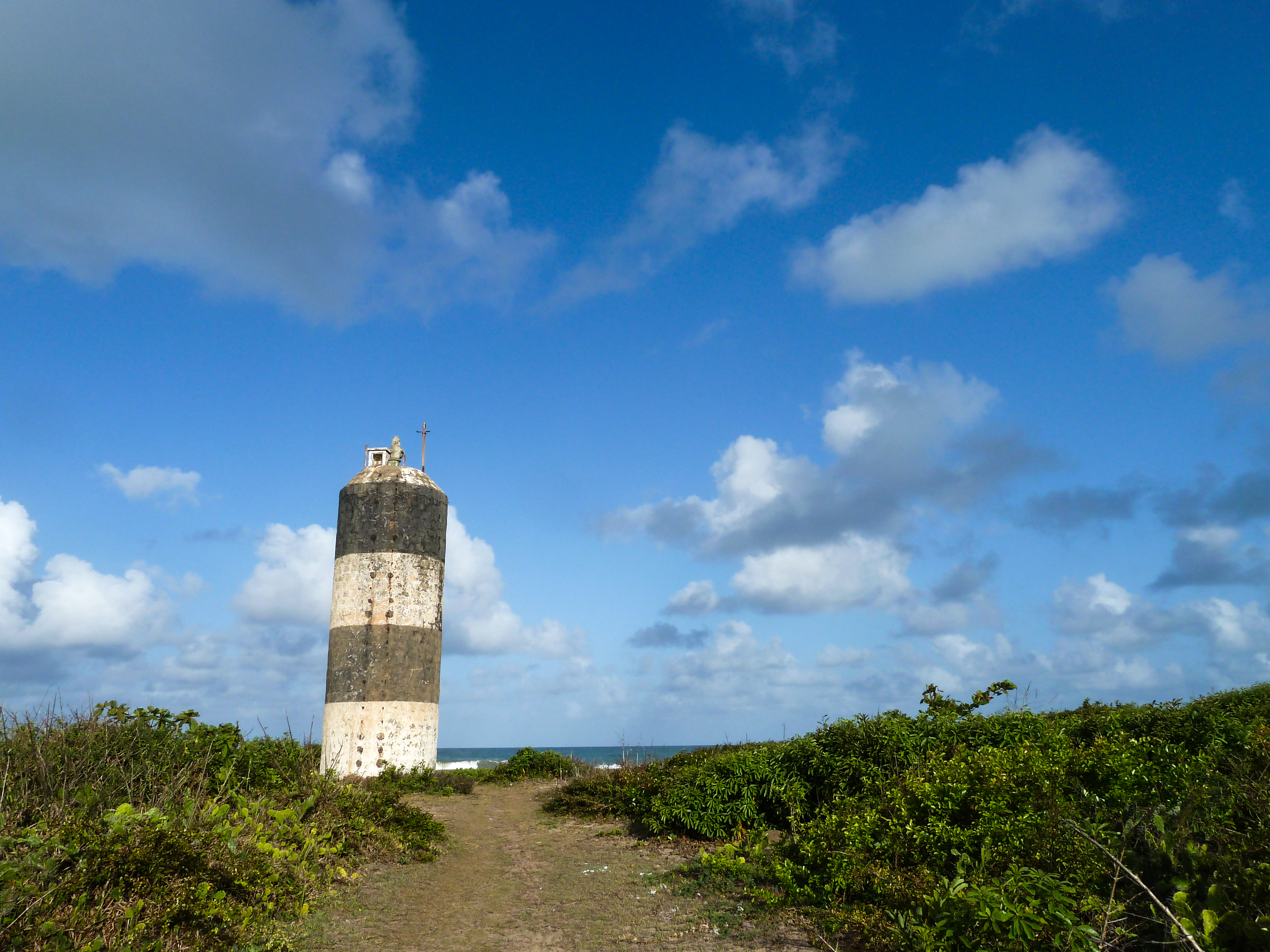
Ancien phare près de l'aéroport
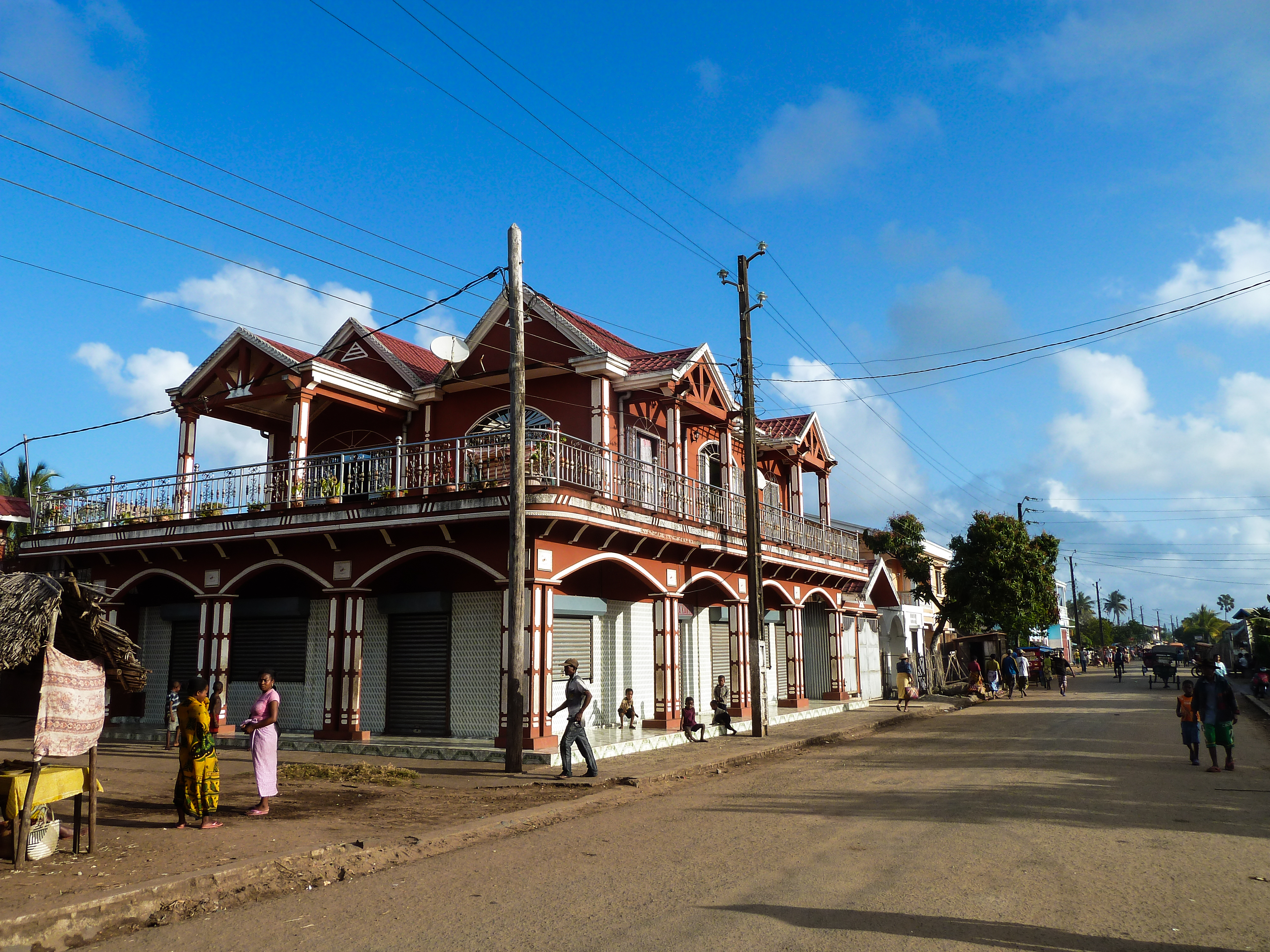
Belle maison sur le boulevard le long de la mer, quartier d'Andovosira